# Actio de dolo
Actio de dolo (inaczej actio doli) – w prawie rzymskim powództwo penalne poszkodowanego przeciwko oszustowi. Jej twórcą, w roku 66 p.n.e., był pretor Aquilius Gallus.

## Charakterystyka powództwa
W wypadku dokonania, pod wpływem podstępu (dolus), niekorzystnej czynności prawnej, czynność ta pozostawała ważna, pretor mógł udzielić poszkodowanemu skargi de doli. Była ona udzielana subsydiarnie, jeżeli poszkodowany nie miał innej procesowej możliwości uzyskania odszkodowania.
Pozwanym mogła być tylko osoba wymuszająca czynność prawną podstępem – powództwo miało więc charakter in personam. Za podstępne działania osób alieni iuris odpowiadał noksalnie pater familias (actio noxalis).
W actio doli żądanie powoda było skierowane na zapłacenie przez pozwanego grzywny (poena) w pojedynczej wysokości szkody – powództwo było więc skargą reipersekutoryjną. Oszacowanie wysokości grzywny należało do powoda. Powód mógł oszacować szkodę na kwotę wyższą niż korzyść uzyskana przez oszusta.
Actio de dolo należało również do actones arbitrariae, gdyż sędzia wzywał (arbitrium) pozwanego do zwrócenia rzeczy uzyskanej podstępem albo wynagrodzenia szkody wyrządzonej działaniem podstępnym. Spełniwszy to wezwanie, pozwany unikał kondemnacji pieniężnej a ponadto infamii, gdyż powództwo to należało do actiones famosae.
Roszczenie do wniesienia powództwa przedawniało się z upływem roku, gdyż powództwo było skargą pretorską.